# Kom karavaner
"Kom karavaner" är en svensk popsång av Anders Glenmark. Den utgavs först som singel år 2000 och medtogs därefter på Glenmarks tionde studioalbum Alla dessa bilder år 2002. Låten sjungs i duett med Søs Fenger.

## Om sången
"Kom karavaner" spelades in i Polar Studios med Glenmark som producent och Lennart Östlund som tekniker. Den mastrades i samma studio av Henrik Jansson. Förutom Glenmark och Fenger medverkar också André Ferrari på slagverk samt Leif Lindvall och Magnus Johansson på trumpet. Omslaget gjordes av Jesper Waldersten och fotografierna togs av Elisabeth Frang.
Låten tog sig in på Svenska singellistan. Där stannade den sex veckor mellan den 13 juli och 17 augusti 2000 och nådde som bäst 31:a plats.
"Kom karavaner" inkluderades år 2000 på samlingsalbumet Absolute Music 34 och år 2002 på samlingsalbumet Danska klassiker.

## Låtlista
All text och musik av Anders Glenmark.
1. "Kom karavaner" – 4:20
2. "Kom karavaner" (förlängd version) – 6:15

## Medverkande
Musiker
- Søs Fenger – sång
- André Ferrari – slagverk
- Anders Glenmark – sång
- Magnus Johansson – trumpet
- Leif Lindvall – trumpet

Övriga
- Elisabeth Frang – foto
- Anders Glenmark – producent
- Henrik Jonsson – mastering
- Jesper Waldersten – omslag
- Lennart Östlund – tekniker

## Listplaceringar
| Lista (2000) | Position |
| ------------ | -------- |
| Sverige      | 31       |